# NGC 5323
NGC 5323 é uma galáxia espiral (Sab) localizada na direcção da constelação de Ursa Minor. Possui uma declinação de +76° 49' 42" e uma ascensão recta de 13 horas, 45 minutos e 36,0 segundos.
A galáxia NGC 5323 foi descoberta em 20 de Dezembro de 1797 por William Herschel.